# Сорін Гріндяну
Сорін Гріндяну (рум. Sorin Grindeanu; нар. 5 грудня 1973, Карансебеш, Караш-Северін, Румунія) — румунський політичний діяч. Прем'єр-міністр Румунії з 4 січня 2017 року по 29 червня 2017.

## Кар'єра
У 1997 закінчив відділення інформатики математичного факультету Університету Тімішоари.
Гріндяну був членом палати депутатів від 2012 року до місцевих виборів у червні 2016, коли він став президентом окружної ради повіту Тіміш.
Як член Соціал-демократичної партії, 28 грудня 2016 висунутий лідером партії Лівіу Драгневим щоб стати наступним прем'єр-міністром Румунії. Два дні потому Президент Клаус Йоганніс офіційно призначив його прем'єр-міністром. Вступив на посаду 4 січня 2017 року. Він був також міністром комунікацій в уряді Віктора Понта, в період з 17 грудня 2014 року по 17 листопада 2015 року.